# ميلتون فييرا (سياسي)
ميلتون فييرا (بالبرتغالية: Milton Vieira) هو رياضي وسياسي برازيلي، ولد في 10 أكتوبر 1978 في البرازيل. انتخب عضو الجمعية التشريعية في ساو باولو ‏ وقد انضم خلال فترته النيابية ‏  للكتلة البرلمانية Republicans (Brazil) ‏.

## روابط خارجية
- ميلتون فييرا على موقع IMDb (الإنجليزية)
- ميلتون فييرا على موقع شيردوغ (الإنجليزية)